# Hunasanakodihalli, Kanakapura
Hunasanakodihalli là một làng thuộc tehsil Kanakapura, huyện Ramanagara, bang Karnataka, Ấn Độ.